# 李湘萼
李湘萼，山东省安邱縣（今安丘市）人，清朝政治人物。進士出身。

## 生平
李湘萼於道光二十四年（1844年）中甲辰科舉人，道光二十七年（1847年）考中張之萬榜二甲進士。歷任宜良、大姚、寧洱等縣知縣，官至雲南雲州知州。因事被革職。

## 家族
李湘萼出身於安丘峰山李氏，家族登科第者甚多。
祖父李策為乾隆二十五年（1760年）進士，官知縣。父李垣為乾隆四十八年（1783年）癸卯科舉人，官至廣順州知州。叔父李培為嘉慶元年（1796年）丙辰科進士，官至分巡天津道。